# Оганесян, Пайцар Саркисовна
Пайцар Саркисовна Оганесян (род. 1915, Эриванская губерния, Российская империя) — виноградарь, звеньевая колхоза «Парижская коммуна» Арташатского района.
27 сентября 1949 года за получение высокого урожая винограда Пайцар Саркисовне Оганесян и другим передовым виноградарям присвоено звание Героя Социалистического Труда (1949).